# چک الکتریکی

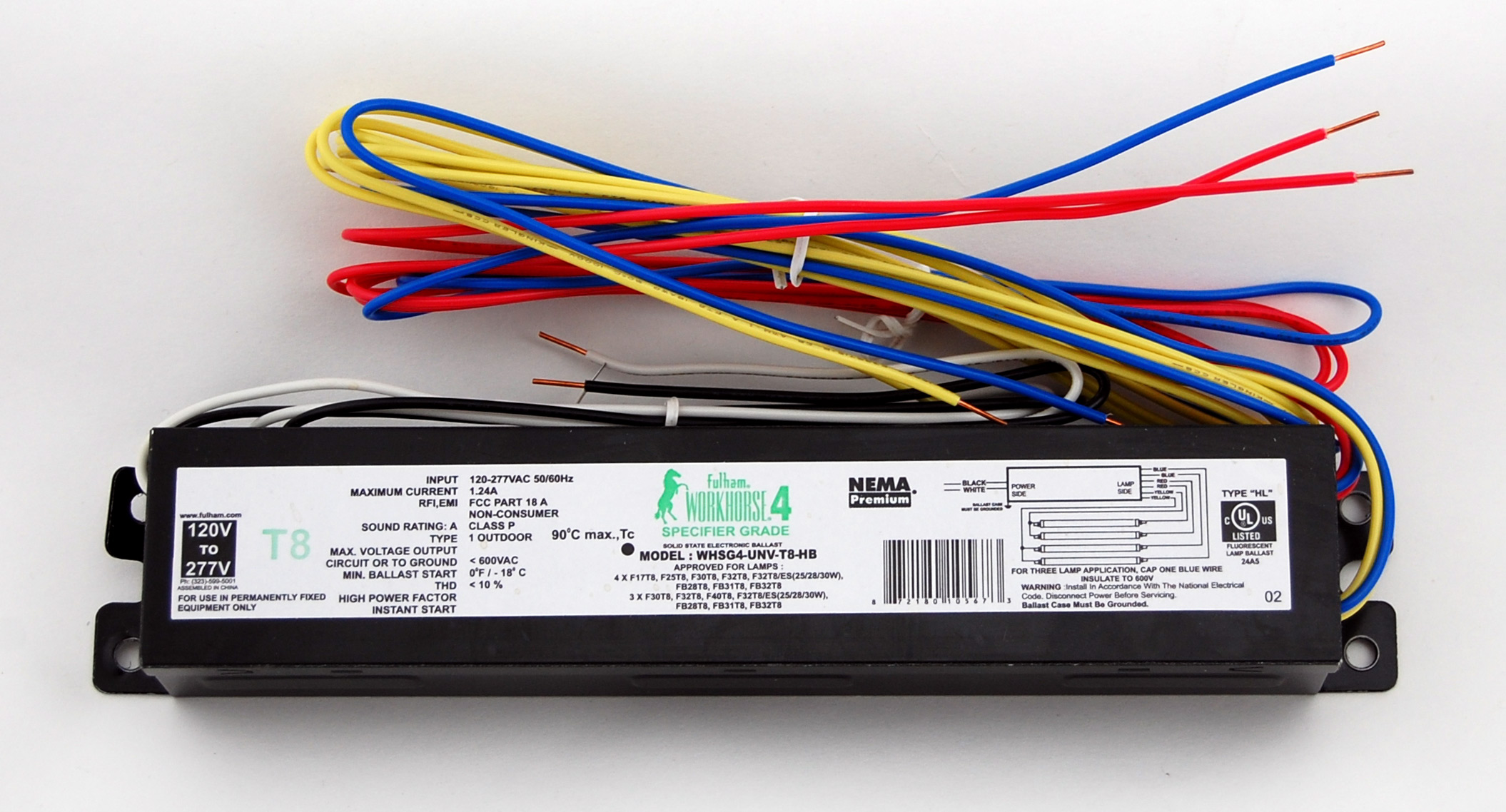
یک چک الکتریکی مدرن مدل F32T8 برای روشن کردن چهار مهتابی.

چُک الکتریکی (انگلیسی: Electrical ballast) گاهی در عامیانه با عنوان ترانس مهتابی نیز شناخته می‌شود، نوعی سیم‌پیچ با هستهٔ مغناطیسی در علم الکترونیک است. این نوع سیم‌پیچ در لامپ مهتابی کاربرد دارد. این سیم‌پیچ برای راه‌اندازی مهتابی جریان را محدود می‌کند ولتاژ را افزایش می‌دهد و به کمک لامپ استارتر، قوس الکتریکی در مهتابی ایجاد می‌کند و آن را روشن می‌کند.